# 知來乙車站
知來乙站（日语：／ Chiraiotsu eki */?）是位於北海道樺戶郡月形町字知來乙，原隸屬於北海道旅客鐵道（JR北海道）札沼線（學園都市線）的铁路废站。電報略號為。
車站名稱源自阿伊努語「ciray-ot」，代表有很多遠東哲羅魚的地方。

## 歷史
- 1958年（昭和33年）7月1日：日本國有鐵道（國鐵）札沼線知來乙站開始營運。
- 1987年（昭和62年）4月1日：由於國鐵分割民營化，車站由JR北海道管理。
- 1991年（平成3年）3月16日：札沼線的暱稱設定為「學園都市線」[1][2]。
- 1996年（平成8年）3月16日：札沼線石狩當別站至本車站的列車開始一人控制。
- 2000年（平成12年）：札沼線桑園車站至本車站引入自動進路制御裝置（PRC）。
- 2020年（令和2年）
  - 4月17日：受冠状病毒病疫情影响，北海道醫療大學站至本站提前停駛[3]。
  - 5月7日：札沼线北海道医疗大学站-新十津川站区间废线，本站废站[4]。

## 車站構造
废站前為側式月台1面1線的地面車站。亦是無人車站，設置木造的候車室。

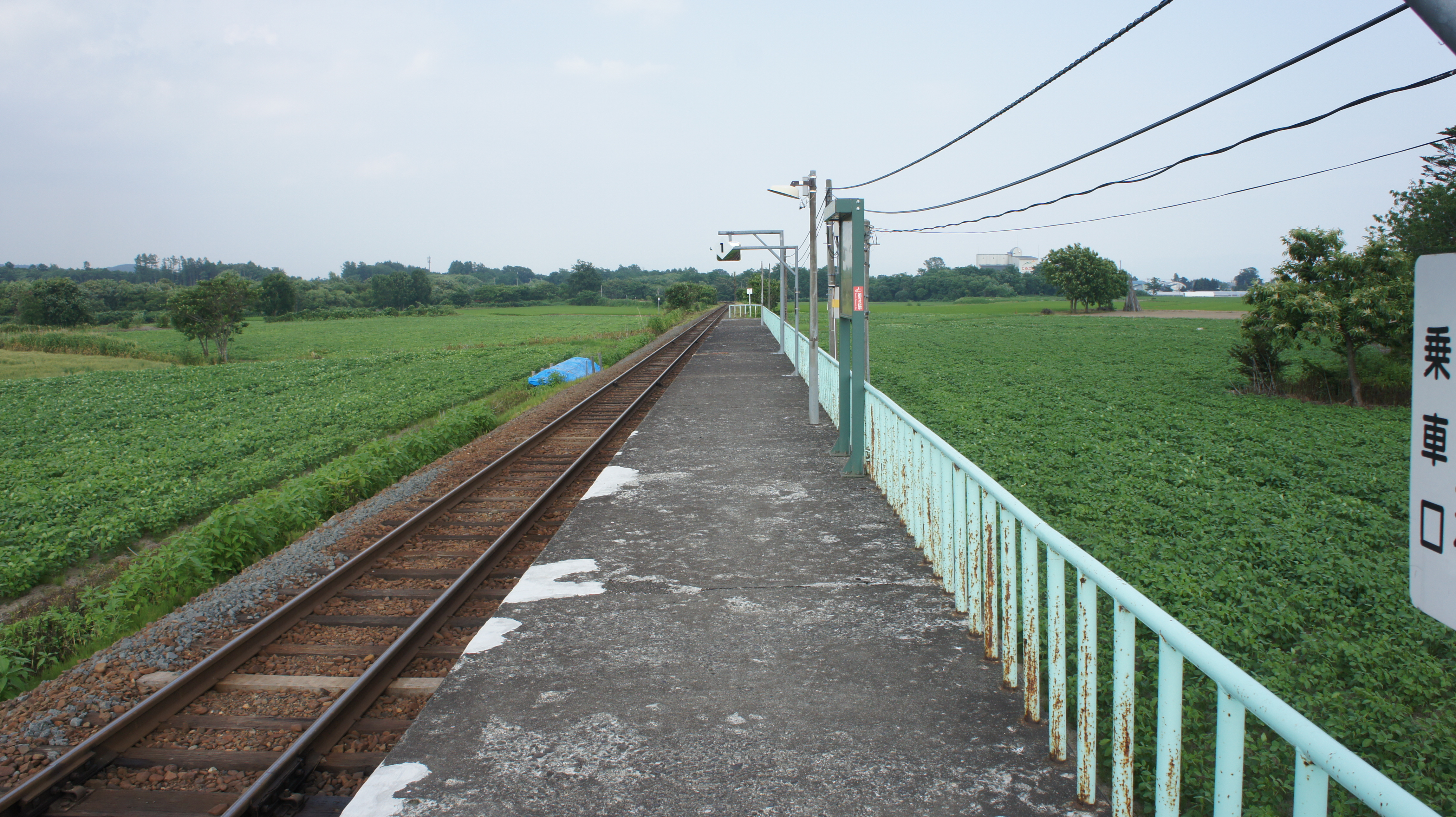
月台（2017年7月）
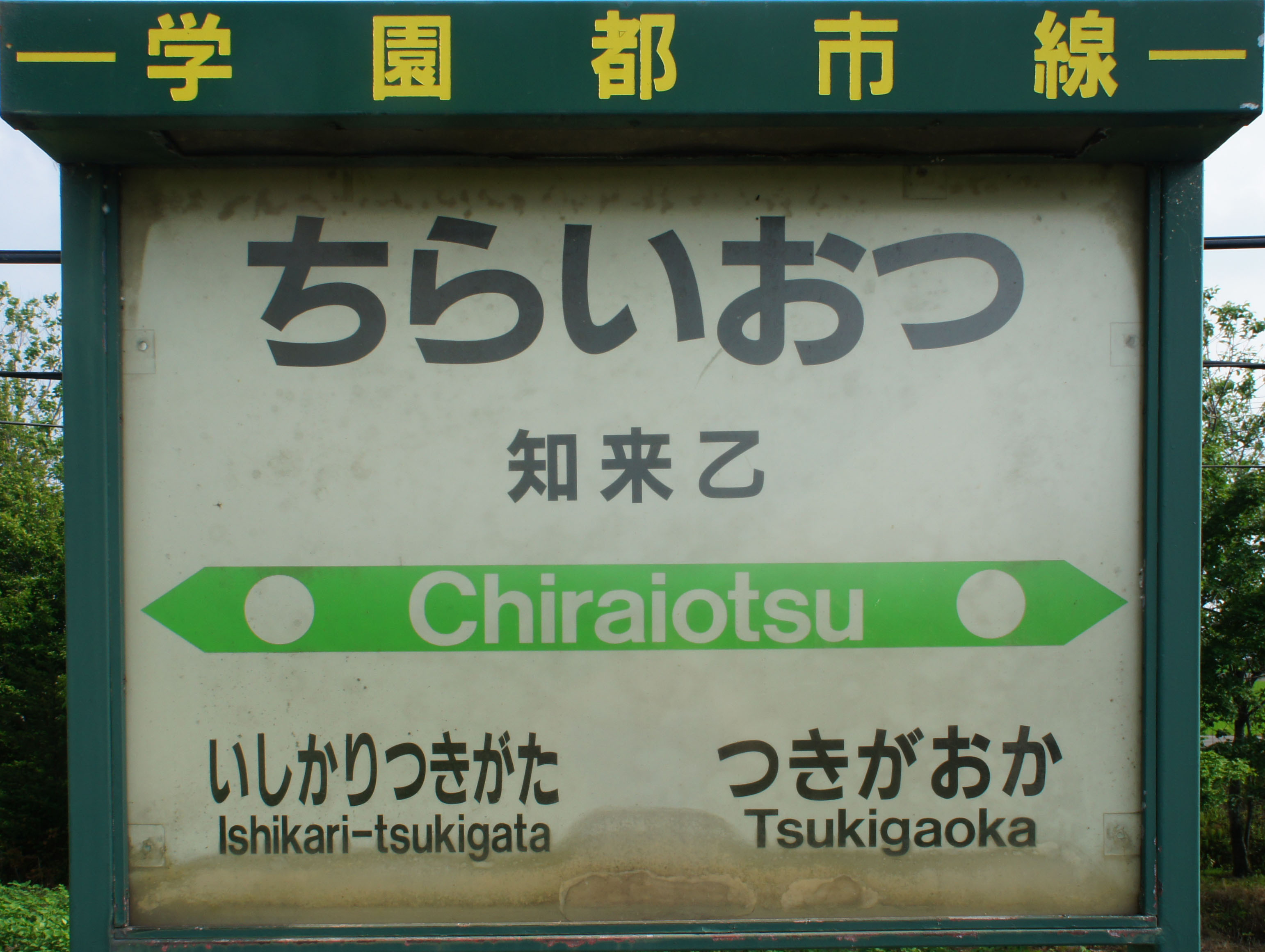
站名牌（2017年7月）

## 載客量
- 2011年至2015年度平均每天載客量少於10人[5]。

| 載客量 | 載客量       |
| 年份   | 每天平均人次 |
| ------ | ------------ |
| 2011年 | 4            |
| 2012年 | 2            |
| 2013年 | 0            |
| 2014年 | 4            |

## 車站周邊
周邊主要是農村地區，只有數戶農家。
- 國道275號
- 北海道道11號月形厚田線
- 月形町立知來乙小學
- 新篠津村營巴士「知來乙入口」站牌

## 相鄰車站
北海道旅客鐵道（JR北海道）
札沼線（學園都市線）
月岡－知來乙－石狩月形